# Чарлз Пратт (веслувальник)
Чарлз Пратт (англ. Charles Edward Pratt, 15 липня 1911 — 24 лютого 1996) — канадський академічний веслувальник. Бронзовий призер Олімпійських ігор 1932 року в складі парної двійки.